# Mesapamea reticulata
Mesapamea reticulata là một loài bướm đêm trong họ Noctuidae.